# Вівчарик низинний
Вівча́рик низинний (Phylloscopus goodsoni) — вид горобцеподібних птахів родини вівчарикових (Phylloscopidae). Ендемік Китаю. Раніше вважався підвидом рододендрового вівчарика, однак був визнаний окремим видом.

## Підвиди
Виділяють два підвиди:
- P. g. fokiensis Hartert, E, 1917 — південний схід Китаю (західний Хубей, Гуйчжоу, Гуансі, північно-західний Фуцзянь, Аньхой);
- P. g. goodsoni Hartert, E, 1910 — імовірно у Гуйчжоу, Гуансі, зимують на острові Хайнань.

## Поширення і екологія
Низинні вівчарики мешкають на південному сході Китаю, зокрема на острові Хайнань. Вони живуть у вологих рівнинних і гірських субтропічних і тропічних лісах. Зустрічаються на висоті до 2550 м над рівнем моря. Живляться комахами та іншими дрібними безхребетними.